# 萩原真
萩原 真（はぎわら まこと、1910年（明治43年） - 1981年（昭和56年））は、日本の宗教家。
真の道開祖。千葉県長生郡出身。

## 生涯
1945年（昭和20年）の第二次世界大戦の際は中国で現地召集され、終戦と同時に抑留する。翌年の1946年（昭和21年）に日本に帰国した。
1948年（昭和23年）に心霊研究グループにより「千鳥会」を結成、翌年の1949年（昭和24年）には宗教法人となる。1952年（昭和27年）に初代教え主に就任した際に、千鳥会から真の道と改称された。
1981年（昭和56年）、死去。享年72。

## 著書
- 『真を求めて：萩原真自伝』（1991年11月、真の道出版部）